# Geonoma deversa
Espèce
Synonymes
- Gynestum deversum Poit. (1822)

Statut de conservation UICN

LC : Préoccupation mineure
Geonoma deversa est une espèce de plantes à fleurs de la famille des Arecaceae (Palmiers), dans le genre Geonoma, contenant des petites espèces de sous-bois.

## Distribution
Il est originaire du centre et du sud de l’Amérique tropicale où on le trouve au Belize, au Costa Rica, au Honduras, au Nicaragua, à Panama, en Guyane Française, au Guyana, au Suriname, au Venezuela, en Colombie, en Équateur, au Pérou, en Bolivie et au Brésil.

## Description
Il est un des palmiers le plus largement distribués sous les tropiques, il se trouve depuis l’Amérique centrale jusqu'au nord de l'Amérique du Sud, y compris tout le bassin amazonien. C'est un petit palmier de forme arbustive, avec plusieurs tiges et des feuilles trifoliées. Il forme des groupes de nombreux individus dans le sous-bois.
Il est peut-être monocaule (une seule tige), mais le plus souvent cespiteux, avec 1 à 3 tiges grêles, plus ou moins flexueuses, d'un diamètre de 0,5 à 1 cm, il peut atteindre au maximum 2 mètres de haut. La couronne compte de 5 à 15 feuilles étalées, qui sont parfois entières, bifides, ou segmentées (généralement en 3 paires).

## Taxinomie
Geonoma deversa a été décrit par Pierre-Antoine Poiteau en 1822 sous le nom Gynestum deversum et reclassé dans le genre Geonoma par Karl Sigismund Kunth en 1841 dans  Enumeratio Plantarum Omnium Hucusque Cognitarum 3: 231. 1841.

### Étymologie
Geonoma : nom générique qui dérive du grec « Geonomos » qui signifie « colon », probablement en se rapportant au groupement de ce genre de petit palmier qui forme des colonies en sous-bois pour beaucoup d'espèces.
deversa: Épithète

### Synonymie
Basionyme :
- Gynestum deversum Poit., Mém. Mus. Hist. Nat. 9: 390 (1822).

### Noms vernaculaires
Dénominations utilisées en Guyane Française.
- way-cochon
- isuuvan kamwi
- owilã
- man tasi
- malalijaimë
- jalata

## Usage

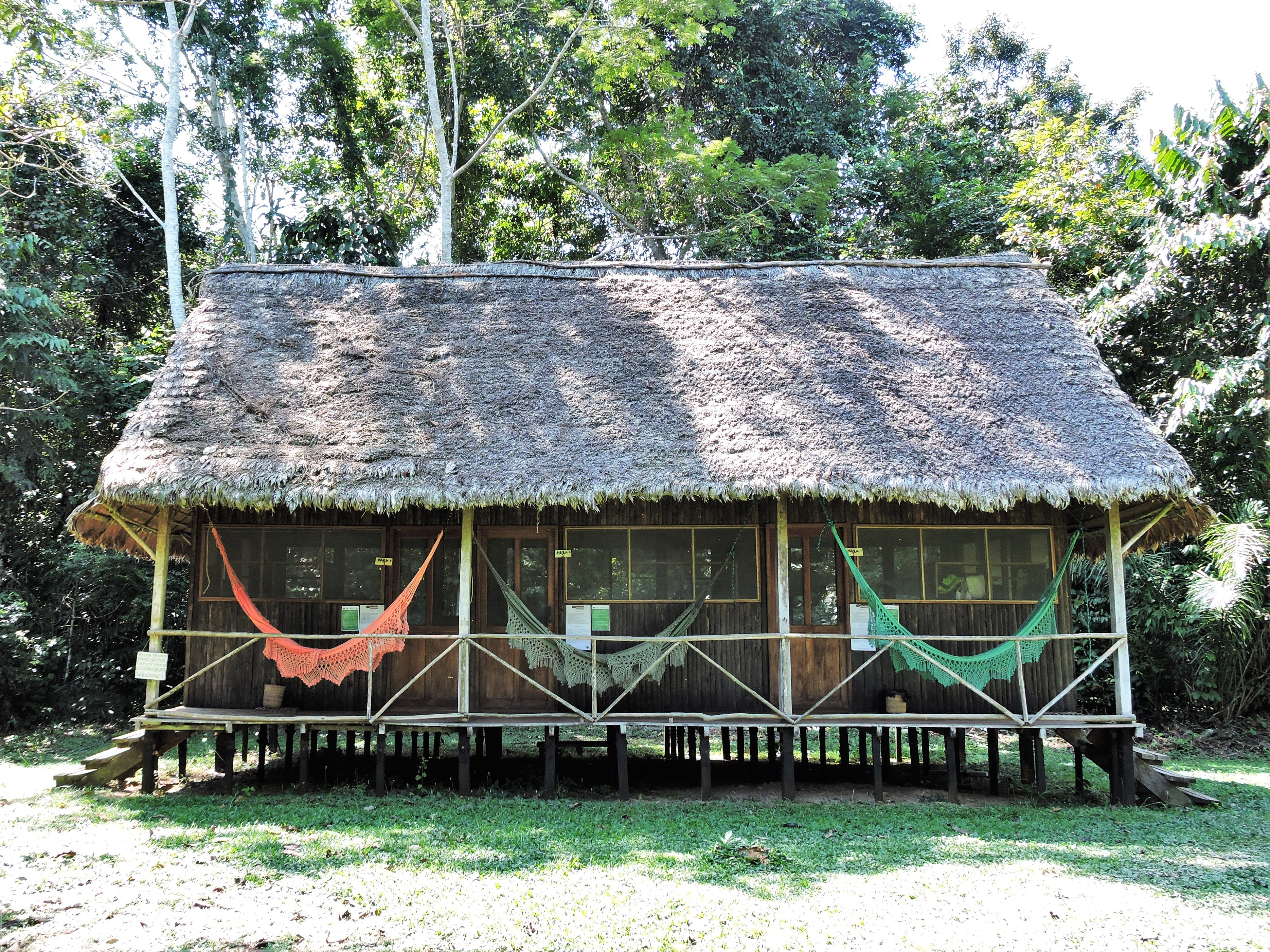
Toiture formé de Geonoma deversa. Parc national Madidi, la Bolivie (Chalalán)

L’utilisation principale de cette espèce est le toit des maisons dans lesquelles on estime de 3 à 5 ans la durée d'usage, si les toits ont une pente significative, il est possible aussi, pour une meilleure conservation, de fumer les feuilles avant de les placer (Galeano, 1992). Le même auteur affirme que pour ce genre toute la plante s'utilise pour en extraire du sel (en la brûlant, le cuisant et le filtrant).
Les feuilles de Geonoma deversa sont utilisées pour tisser des panneaux de 1 à 3 m de long. Elles sont ensuite attachées en rangées et en colonnes avec une pente assez  importante pour que l'eau s'écoule correctement. De cette façon, la durée de vie utile de ce matériau est augmentée, il est également relativement résistant au feu, comparé aux toits construits avec des feuilles d'autres palmiers.